# Natalie Casey
Natalie Casey, född 15 april 1980 i Rossendale i Lancashire, är en brittisk skådespelerska.
Hon är sedan 2011 gift med Paul Kemp.

## Filmografi
- Hollyoaks (1995-2000)
- Two Pints of Lager (And a Packet of Crisps) (2001-)

## Diskografi
- Chick Chick Chicken (1984)